# Пуя, Кевин
Кевин Пуя (род. 20 декабря 1994, Майами, США) — рэп-исполнитель из Майами, более известный как Pouya. В школьные годы подружился с Fat Nick. После окончания школы устроился помощником официанта. Со своим другом Fat Nick снимали ролики для YouTube («Nick and Pouya Show»). В 2012 году артист презентует релизы «Fuck It» и «Don’t Sleep On Me Hoe». 2013 год ознаменовался выходом «Baby Bone». «Get Buck» — один из первых синглов, после которого артист начал стремительно набирать популярность. «Stunna» — следующий релиз, который был представлен общественности в 2014 году. В 2015 году выходит «South Side Slugs». «Underground Underdog» — 14-трековый альбом, который вышел в 2016 году. В 2018 году общественности был представлен релиз под названием «Five Five».

## Детские годы
Отец родом из Ирана, мама родилась на Кубе. В школьные годы подружился с будущим рэпером по имени Fat Nick. Это произошло в 7 классе, после чего они стали лучшими друзьями.
После окончания школы устроился помощником официанта. В этот период жизни Кевин жил вместе с Ником и его мамой. Его это не устраивало. Кевин бросил работу и начал пробовать себя в иных амплуа.

## Творчество
В первое время Пуя и Fat Nick снимали ролики для YouTube, которые имели юмористическую направленность и назывались «Nick and Pouya Show».
В 2012 году артист презентует релиз под названием «Fuck It». На 16 треках было представлено всё, на что способен этот парень. В том же 2012 году опубликован альбом «Don’t Sleep On Me Hoe». Уже в 2013 году выступает вместе с рэпером Robb Bank$, затем выпускает альбом «Baby Bone», в котором все 6 треков являются сольными. Изначально Кевин именовал себя как Baby Bone, в честь хип-хоп коллектива Bone Thugs-n-Harmony, которым молодой человек вдохновлялся в музыкальном плане. Но вскоре он выбрал себе псевдоним Pouya (Пуя).
«Get Buck» — один из первых синглов, после которого артист начал стремительно набирать популярность. Трек был опубликован в 2013 году. «Stunna» — следующий релиз, который был представлен общественности в 2014 году. 14 треков были по достоинству оценены слушателями. В 2015 году выходит «South Side Slugs». 18 композиций выполненные в типичном для Кевина стиле — агрессивный рэп. «Underground Underdog» — 14-трековый релиз, который вышел в 2016 году.
В 2018 году общественности был представлен релиз под названием «Five Five». Пластинка состоит из 11 треков, а единственным гостем является Night Lovell.

## Дискография

### Студийные альбомы
- Underground Underdog (2016)[5]
- Five Five (2018)[6]
- The South Got Something to Say (2019)
- Blood Was Never Thick As Water (2021)
- Gator (2023)
- They Could Never Make Me Hate You (2024)

### Мини-альбомы
- Baby Bone (2013)[7][8]
- Gookin' (совместно с Sir Michael Rocks) (2013)[9]
- $outh $ide $uicide (совместно с $uicideboy$) (2015)

### Микстейпы
- Fuck It (2012)[10]
- Don’t Sleep on Me Hoe (2012)[11]
- Warbucks (совместно с SDotBraddy) (2013)[12]
- Stunna (2014)[13]
- South Side Slugs (2015)[14]
- Drop Out of School (совместно с Fat Nick) (2017)[15]
- Pouya & Boobie Lootaveli: Greatest Hits, Vol. 3 (совместно с Boobie Lootaveli) (2019)[16]

### Синглы

#### Как приглашённый артист
| Год  | Артист                    | Песня         | Альбом            |
| ---- | ------------------------- | ------------- | ----------------- |
| 2017 | Volumes совместно с Pouya | «On Her Mind» | Different Animals |